# NGC 836
NGC 836 este o galaxie lenticulară situată în constelația Balena. A fost descoperită în 1886 de către Frank Muller. Se află la o distanță de 68,87 de megaparseci de Pământ.